# 카를 귀츨라프
카를 프리드리히 아우구스트 귀츨라프(독일어: Karl Friedrich August Gützlaff, 郭實獵, 郭士立, 1803년 7월 8일 ~ 1851년 8월 9일)는 독일 루터교 출신의 동아시아에서 활동한 개신교 선교사이다.  태국 방콕(1828년)과 조선(1832)을 방문한 최초의 개신교 선교사로 알려져 있다.
그의 조선 방문은 선교 가능성에 대한 탐문이었을뿐 정식으로 선교활동을 했던 것은 아니었으나 한반도를 방문한 최초의 개신교 출신의 선교사가 되었다. 한 달이 못되는 짧은 체류기간동안 감자종자 전래, 주기도문의 한글번역 그리고 한글이라는 문자를 배워 서양에 이를 알렸다.
제1차 아편 전쟁 중에는 영국의 통역가로 활약하였다. 중국식 복장을 하고 중국에서 선교활동을 한 최초의 개신교 선교사 중 한 명이다. 홍콩에는 그의 이름을 딴 귀츨라프 거리가 있다.

## 생애
프러시아의 포메라니아 퓌리츠(Pyritz, 현재의 폴란드 서포모제주 피지체)에서 재봉사 가정에서 태어났다. 네살 때 어머니를 여읜 그는 슈체친에서 안장(鞍裝) 견습생이 되었으나, 곧 할레에 있는 패다고기움 입학 허가를 받았다. 15세가 된 1818년에는 아랍어와 튀르키예어를 배운다. 18세에 베를린선교학교에 들어갔고, 20세에 로테르담에 가서 네덜란드 선교회에 가서 훈련을 받았다. 23살이 되는 해인 1826년 7월에 안수를 받았다.
1826년 네덜란드 선교회에 의해 자와섬으로 파송되어 거기서 중국어를 배운다. 1828년에는 선교회를 떠나 싱가포르를 들려서 런던선교회의 제이콥 톰린과 함께 방콕으로 간다. 귀츨라프는 거기서 성경을 태국어로 번역하였다. 태국에서 선교한 뒤, 중국 대륙에서 선교활동을 계속하였다.
그는 조선, 타이완, 일본에도 관심을 가지고 있던차에 1832년 2월 26일, 동인도 회사는 동북아시아에서 새로운 통상지를 얻기 위해 영국 동인도회사 소속의 로드 애머스트(Lord Amherst)호에 통역 담당자로 승선하게 되었다. 이 상선의 항해 총책임자는 휴 애밀튼 린지였다. 그는 광동 이북에서의 무역 확장을 타진하기 위해서라는 구실로, 남오(南澳), 하문(廈門), 복주(福州), 영파(寧波), 상해(上海), 위해(威海) 등 항구를 돌아다니며 지형을 측량 및 제도하고, 정치·경제·군사 정보를 수집하여 영국의 외무대신 헨리 존 템플에게 건네주었다. 이 탐사 과정에서 귀츨라프는 통역을 담당함과 동시에 선의로서 린제이를 동행하였다.
7월 22일(음력 6월 25일)에 이 배는 공충도 홍주의 고대도(古代島) 또는 원산도 뒷바다에 나타났다. 귀츨라프는 홍주 목사(洪州牧使) 이민회(李敏會)와 수군 우후(水軍虞候) 김형수(金瑩綬)와 한문으로 대화를 했다. 그는 주민들에게 한문성경과 전도문서와 서적 및 약품을 나눠주었고, 감자와 포도주 재배법을 가르쳐 주었다. 그는 주기도문을 한글로 번역하여 가르쳐 주고, 한글 자모를 받아 적은 다음 이를 세계에 알리기도 했다. 조선 조정에 선교와 통상에 대한 허락을 요청했으나 거절 당하자 한달도 못되는 짧은 체류기간을 뒤로하고 일본으로 떠났다.
8월에는 류큐국의 나하에 기항하였다. 이들 일행은 린카이지(臨海寺)의 가까이에서 상륙하였다. 그 때 모여든 민중과 일꾼들에게 한문으로 번역된 성서를 배포하였다. 류큐국 국왕 상씨(尚氏)에게도 한역 성서 세권을 증정하였다. 그해부터 이듬해(1833년)까지 쇄국 중이던 일본에도 입국을 시도하였으나 실현되지 않았다.
1851년 8월 9일 48세의 일기로 홍콩에서 숨졌고, 홍콩공원묘지의 개신교 구역에 안장됐다. 귀츨라프가 최초로 발을 내딪었던 충남 보령시 오천면에 소재한 고대도에는 2005년에 귀츨라프 기념교회가 건립되어 있으며, 교회건물 2층에 있는 귀츨라프 기념실에는 각종 자료를 전시하고 있다. 주소는 충청남도 보령시 오천면 고대도2길 42이다. 2014년 3월에는 귀츨라프 학회도 창설되어 그를 기리고 있다.

## 저서

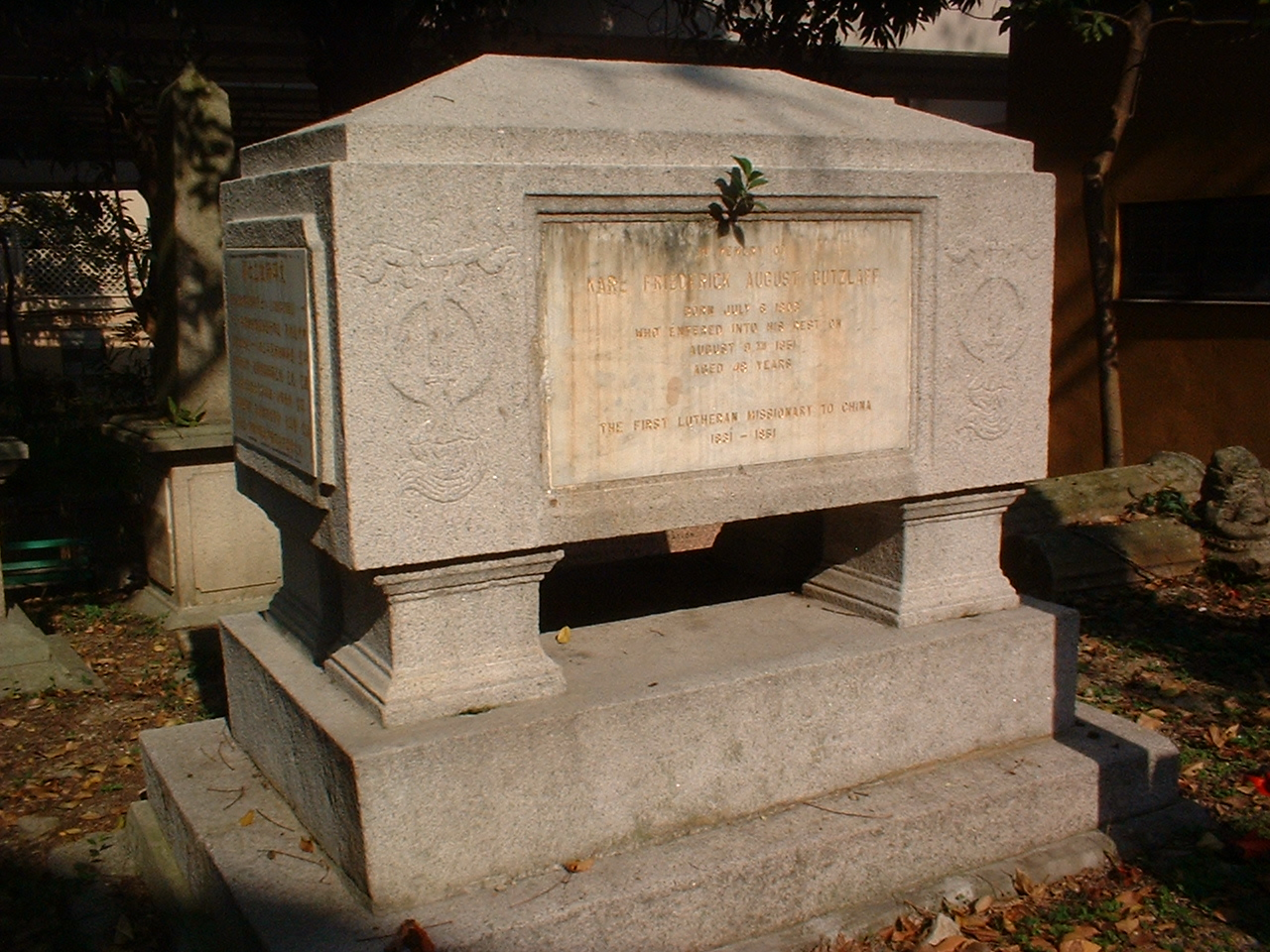
홍콩 묘원에 있는 귀츨라프의 묘

- A Sketch of Chinese History, Ancient and Modern (London, 1834, German version in 1847), Volume One, Volume Two
- Karl Friedrich A. Gützlaff (1838). 《China Opened; or, A Display of the Topography, History ... etc. of the Chinese Empire, revised by A. Reed》. Volume One
- 《China Opened; Or, A Display of the Topography, History, Customs, Manners, Arts, Manufactures, Commerce, Literature, Religion, Jurisprudence, etc. of the Chinese Empire》 2. London, England: Smith, Elder & Co. 1838.
- Karl Friedrich A. Gützlaff (1840). 《Journal of Three Voyages Along the Coast of China, in 1831, 1832 and 1833 With Notices of Siam, Corea, and the Loo-Choo Islands》.[11]
- Gützlaff, Karl F. A. (1842). 《Notices on Chinese Grammar: Part I. Orthography and Etymology》. Batavia., under pseudonym "Philo-Sinensis"
- 《Life of Taou-Kwang, Late Emperor of China》. London, England: Smith, Elder & Co. 1852.

## 참고 문헌
- 서중약 (1954년 6월). “THE SECRET MISSION OF THE LORD AMHERST ON THE CHINA COAST, 1832”. 《Harvard Journal of Asiatic Studies》. Vol. 17 (No. 1/2).
- 오현기, "굿 모닝, 귀츨라프", 2014 북코리아